# Большой Каменец (Курская область)
Большой Каменец — деревня в Большесолдатском районе Курской области. Входит в Любостанский сельсовет.

## История
Основано не позже второй половины XVII века, в перечне селений Суджанского уезда за 1686 год называется деревня Каменец
В первых ревизиях того времени упоминаются фамилии дворовладельцев суджанских селений. Так, например, в д. Каменец (совр. д. Большой Каменец): Бледной, Бровкин, Горчоков, Денисов, Долженков, Еглевской, Ефремов, Комов, Останков, Подтуркин, Семенихин
В конце XVIII века часть жителей Б-Каменца переселилась в Донецкий округ Екатеринославского наместничества (современная Луганская область Украины).
В первой половине XIX века часть жителей деревни переселялась в Кавказскую область и Саратовскую губернию.
Деревня поочередно входила в Житенскую волость (перв. пол. XIX в.) и Скородинскую волость (вт. пол. XIX в.) Суджанского уезда Курской губернии.
Большой Каменец был деревней, то есть селением, не имевшим церкви, его жители были приписаны к приходу Покровской церкви соседнего села Скородное.

## География
Расположена на малом притоке реки Суджа в 10 км к востоку от села Большое Солдатское и в 55 км к юго-западу от Курска. Имеется тупиковая подъездная дорога к деревне от села Скородное.

## Население
по ревизии 1748 года — 224 однодворцев мужского пола и 1 дворовой. 
по ревизии 1795 года — 775 однодворцев
по ревизии 1834 года — 401 однодворца
по ревизии 1850 года — 423 казенных крестьян и 4 отставных солдата
по ревизии 1858 года — 461 казенных крестян.
по переписи 2010 года — 66 граждан

## Достопримечательности
В окрестностях деревни обнаружены «суджанские клады».